# A Touch of Jazz
A Touch of Jazz war ein deutsch-amerikanisches Jazz-Quartett. Es spielte in der Besetzung George Buckner (Schlagzeug), Dieter Köhnlein (Piano), Bernhard Mrohs (Kontrabass) und Michael Session (Saxophon). Das Quartett spielte in den 1980er Jahren vorwiegend in Deutschland und im benachbarten Ausland in Jazzclubs und auf internationalen Festivals, wie den Leverkusener Jazztagen, Jazz Ost-West in Nürnberg, dem Jazzfestival Krakau. Das Quartett produzierte eine LP unter gleichem Namen. 1986 erhielten sie beim internationalen Wettbewerb in Karlovy Vary den zweiten Preis. Das Quartett löste sich 1989 nach fast zehnjähriger Zusammenarbeit auf. 

„Von den jungen deutschen Gruppen ist dies die aufregendste der letzten Jahre. Ein großartiges Quartett“

## Diskographie
- A Touch of Jazz, Workshop Records 061

## Lexikalischer Eintrag
- Martin Kunzler: Jazz-Lexikon. Band 1: A–L (= rororo-Sachbuch. Bd. 16512). 2. Auflage. Rowohlt, Reinbek bei Hamburg 2004, ISBN 3-499-16512-0.